# Abdolreza Ansari
Abdolreza Ansari (1925–2020) fue un burócrata y político iraní que ocupó varios cargos gubernamentales. Se desempeñó como ministro de Trabajo (1959-1960) y ministro del Interior (1966-1969).

## Temprana edad y educación
Ansari nació en 1925. Se graduó de la Universidad de Teherán y de la Universidad Estatal de Utah.

## Carrera profesional
Tras su regreso a Irán en 1951, Ansari comenzó su carrera en el Ministerio de Trabajo. Luego se incorporó al Ministerio de Economía Nacional y se desempeñó como subdirector del Fondo Conjunto Irán-Estadounidense para el Desarrollo Económico y como viceministro de Estado para la asistencia exterior. También fue el tesorero general de Irán. Se convirtió en miembro del Partido Nacionalista dirigido por Manouchehr Eghbal . En 1959 fue nombrado ministro de trabajo del gabinete del primer ministro Manouchehr Eghbal, reemplazando a Agha Khan Bakhtiar en el cargo. Ansari ocupó el cargo hasta septiembre de 1960. Fue nombrado ministro del interior en 1966 al gabinete encabezado por el primer ministro Amir-Abbas Hoveyda . El mandato de Ansari terminó en 1969, y fue reemplazado por Ataollah Khosravani en el cargo. Los otros cargos de Ansari incluyeron el de director gerente de la Autoridad de Agua y Energía de Juzestán, gobernador general de la provincia de Juzestán y director gerente de la Organización Imperial para Servicios Sociales. En este último puesto, Ansari era el diputado de la princesa Ashraf Pahlavi .

## Años posteriores y muerte
Ansari dejó Irán después del cambio de régimen en 1979 y se instaló en París, Francia. Fue uno de los fideicomisarios fundadores de la Persia Education Foundation con sede en París. En 2016 publicó un libro titulado The Shah's Iran - Rise and Fall Conversations with an Insider cuya edición en inglés fue impresa por IB Tauris . Murió en París en diciembre de 2020.